# Luna Fulgencio
Pour les articles homonymes, voir Fulgencio (homonymie) et Sánchez.
Luna Fulgencio Sánchez, née à Madrid le 5 février 2011, est une enfant prodige, jeune actrice et écrivaine espagnole.
Elle s'est fait connaître pour avoir joué le rôle de Rocío dans le film Padre no hay más que uno en 2019, ainsi que dans de nombreuses séries télévisées espagnoles.
Ayant commencé sa carrière dès l'enfance, elle est considérée par certains médias comme étant la Marisol du XXIe siècle, ou la prochaine Penélope Cruz.
Elle publie, en 2021, sa première autobiographie.

## Famille
Luna Fulgencio est la fille cadette de Rubén Fulgencio et de Laura Sánchez, qui, en plus d'être sa mère, est son agent artistique. Elle est la sœur de Rubén Fulgencio (es), jeune acteur espagnol qui se consacre également au monde du cinéma.

## Carrière

### Télévision et cinéma
Luna Fulgencio commence sa carrière très jeune, en 2016, dans un épisode de la série espagnole Le Ministère du temps. Un an plus tard, elle a joué dans la série Telecinco Ella es tu padre. En 2019, elle rejoint le casting de La Jetée d'Álex Pina sur Movistar+, aux côtés d'Álvaro Morte, Cecilia Roth et Verónica Sánchez. Sa première expérience au cinéma se déroule en 2018, dans Mirage, film d'Oriol Paulo. 
Un an plus tard, elle joue dans le blockbuster  (2019) Padre no hay más que uno  de Santiago Segura, ainsi que dans sa suite, Padre no hay más que uno 2 : La llegada de la suegra (2020), et devient désormais particulièrement reconnue.
En 2020, elle participe au programme El Hormiguero, sur la chaîne de télévision Antena 3.
En 2021, elle joue dans La casa del caracol de Macarena Astorga et ¡A todo tren!  Destino Asturias de Santiago Segura , puis devient l'une des protagonistes du film Héroes de barrio, d'Ángeles Reina, où elle joue le rôle de la jeune Paula. Cette même année, elle participe à la série de TVE, La caza. Tramuntana (en) et a joué dans les fictions Besos al aire (Star (Disney+)) et Supernormal (Movistar Plus+). Au cours de l'été de la même année, elle a commencé à tourner El refugio, une comédie de Noël réalisée par Macarena Astorga, où elle partage l'écran avec Loles León et María Barranco. 
En 2022, elle fait une apparition spéciale dans le film comique El test réalisé par Dani de la Orden et dans la série policière au succès international Entrevias d'Aitor Gabilondo et de David Bermejo. Elle reprend également son rôle iconique de la petite Rocío pour le troisième volet du film Padre no hay más que uno et elle s'engage pour le long métrage Lobo Feroz de Gustavo Hernández.

### Littérature
En tant que jeune écrivaine, elle écrit en 2021 Los sueños de Luna Fulgencio qui relate ses années de jeune comédienne, puis en 2023 le roman ¡Un rodaje de miedo! qui évoque le milieu de la réalisation audiovisuelle ressenti par une adolescente.

## Filmographie

### Cinéma
| Année | Titre                           | Personnage          | Réalisé par      |
| ----- | ------------------------------- | ------------------- | ---------------- |
| 2018  | Mirage                          | Gloria Ortiz        | Oriol Paulo      |
| 2019  | Padre no hay más que uno        | Rocio García Loyola | Santiago Segura  |
| 2020  | Padre no hay más que uno 2      | Rocio García Loyola | Santiago Segura  |
| 2021  | La casa del caracol             | Rosita              | Macarena Astorga |
| 2021  | ¡A todo tren ! Destino Asturias | Lara                | Santiago Segura  |
| 2021  | El refugio                      | Martina             | Macarena Astorga |
| 2022  | El test                         |                     | Dani de la Orden |
| 2022  | Héroes de Barrio                | Paula               | Ángeles Reina    |
| 2022  | Padre no hay más que uno 3      | Rocio García Loyola | Santiago Segura  |

### Télévision
| Année          | Titre                          | Canal                           | Personnage                 | Durée       |
| -------------- | ------------------------------ | ------------------------------- | -------------------------- | ----------- |
| 2016           | Le Ministère du temps          | La 1                            | Julita                     | 1 épisode   |
| 2017-2018      | Ella es tu padre               | Telecinco / Factoría de Ficción | Nora Roales Martin         | 13 épisodes |
| 2019–2020      | La Jetée                       | Movistar Plus+                  | Soledad "Sol"              | 10 épisodes |
| 2020           | L'Autre Côté (série télévisée) | Antena 3                        | Julia Pérez Noval (Enfant) | 3 épisodes  |
| 2020           | Desaparecidos                  | Telecinco / Prime Video         | Zaina Ocaña                | 1 épisode   |
| 2020–2022      | Nasdrovia                      | Movistar+                       | Hija Policia               | 9 épisodes  |
| 2021           | La caza. Tramuntana (en)       | La 1                            | Sara Campos (enfant)       | 5 épisodes  |
| 2021           | Besos al aire                  | Star (Disney+) / Telecinco      | Virginie                   | 2 épisodes  |
| 2021 – présent | Supernormal                    | Movistar Plus+                  | Jiména                     | 6 épisodes  |
| 2022           | Entrevías                      | Telecinco                       | Enfant                     | 1 épisode   |

## Récompenses et nominations
| Année | Prix                      | Catégorie               | Résultat | Réf.   |
| ----- | ------------------------- | ----------------------- | -------- | ------ |
| 2021  | Villanueva Showing Talent | Meilleur espoir féminin | Lauréat  | [ 19 ] |